# Beerzel
Beerzel is een dorp in de Belgische provincie Antwerpen en een deelgemeente van de gemeente Putte. Beerzel was een zelfstandige gemeente tot aan de gemeentelijke herindeling van 1977.

## Geschiedenis
Op het grondgebied van Beerzel zijn silex werktuigen uit het neolithicum en is aardewerk uit de vroege bronstijd gevonden.
In 1151 werd het dorp al vermeld als "Barsale". Het maakte deel uit van het Land van Mechelen en was dus een bezit van de Berthouts, die in 1298 de tiendenrechten schonken aan de Teutoonse ridders van de Commanderij van Pitzemburg te Mechelen. Oorspronkelijk was ook Schriek een onderdeel van Beerzel, tot het in 1309 een eigen parochie werd.
Beerzel was een zelfstandige gemeente totdat het in 1977 bij Putte werd gevoegd.

## Geografie
Beerzel ligt in de Zuiderkempen. In Beerzel ligt de Beerzelberg, een getuigenheuvel, met 51,60 m het hoogste natuurlijke punt van de provincie Antwerpen.

## Bezienswaardigheden

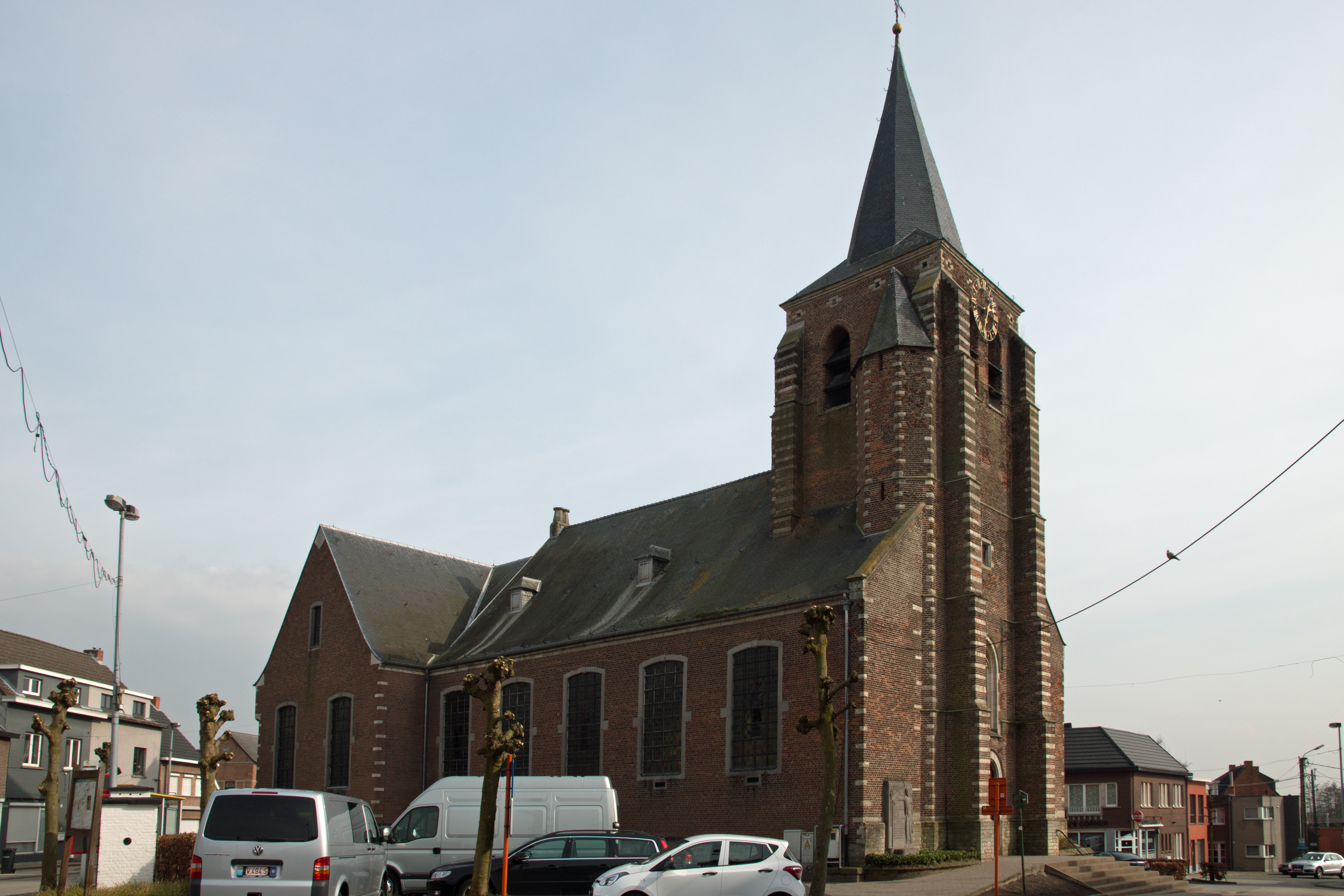
Sint-Remigiuskerk
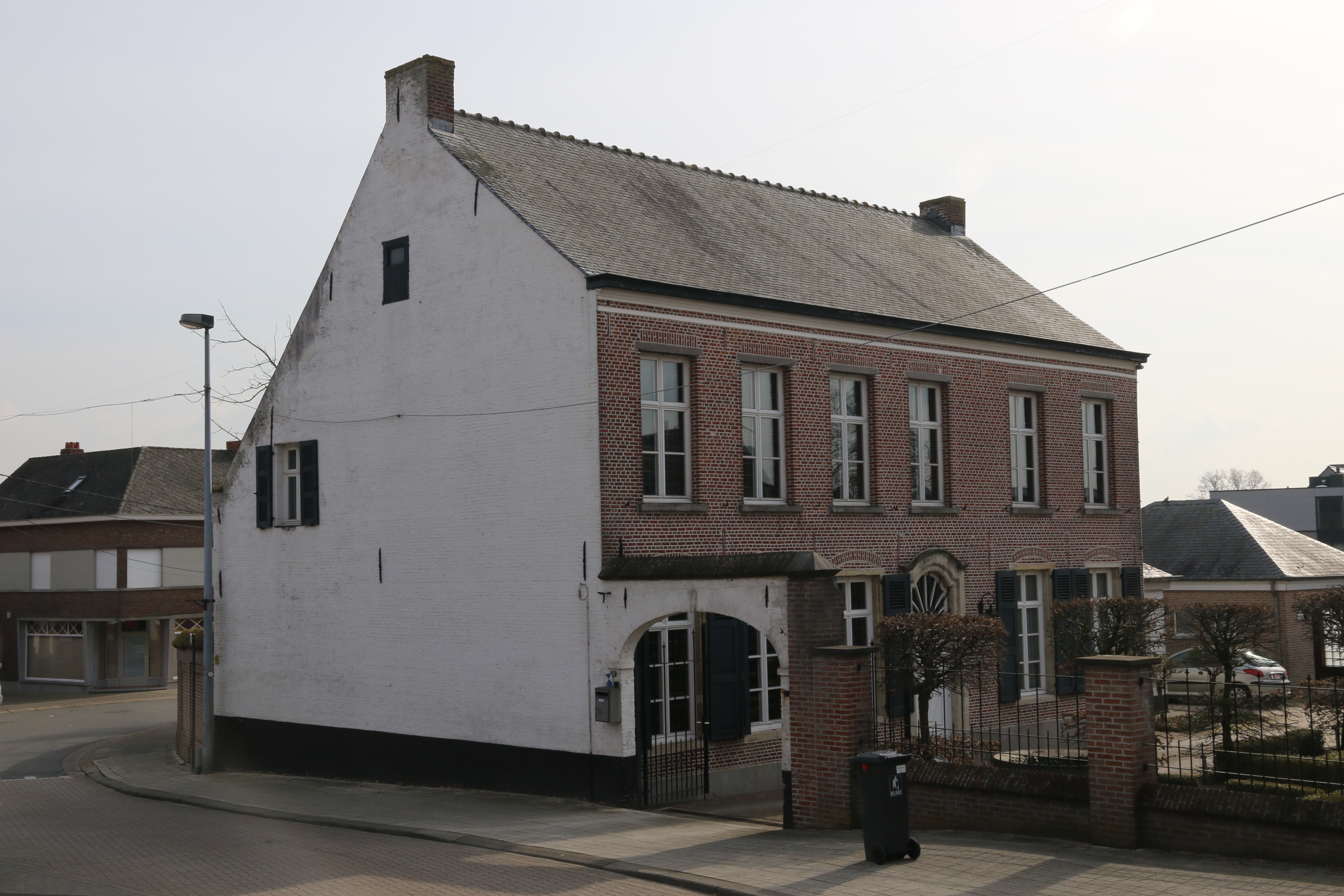
Pastorie

- De Sint-Remigiuskerk

## Natuur en landschap
De omgeving van Beerzel bestaat uit zandgronden waarop de akkerbouw wordt bedreven. De Beerzelberg, het hoogste natuurlijke punt van de provincie Antwerpen, is een getuigenheuvel die 51,60 meter hoogte bereikt. Daar vindt men naaldbossen en heidevelden.

## Demografische ontwikkeling
- Bronnen:NIS, Opm:1806 tot en met 1970=volkstellingen; 1976 = inwoneraantal op 31 december

## Bekende inwoners
Bekende personen die geboren of woonachtig zijn of waren in Beerzel of een andere significante band met het dorp hebben:
- Dr. Jozef Weyns (1913-1974), bezieler en eerste conservator van het Vlaamse openluchtmuseum Bokrijk
- Rika Steyaert (1925-1995), bestuurder en politica
- Gaston Van Camp (1939-2022), schrijver
- Jos Huysmans (1941-2012), voormalig wielrenner
- Jef Delen (1976), voetballer
- Peter Croes (1984), atleet (triatlon)

## Nabijgelegen kernen
Putte, Grasheide, Heist-Station, Heist-Goor, Schriek, Berlaar-Heikant